# Luisa Ippolita di Monaco
Luisa Ippolita di Monaco (o Grimaldi; Monaco, 10 novembre 1697 – Monaco, 29 dicembre 1731) è stata per dieci mesi principessa sovrana di Monaco, dal 26 febbraio  al 29 dicembre 1731.
Fu erede del trono monegasco in assenza di un fratello, diventando, alla morte del padre Antonio I, la prima donna, e fino ad oggi l'unica, regnante sul principato di Monaco. Fu anche la seconda sovrana del paese, dopo l'ava Claudina che fu Signora. Si dimostrò una sovrana volitiva nonostante il breve regno e, anche prima della salita al trono, godette dell'affetto della popolazione che la soprannominò la bonne princesse Louise.
Deceduta prematuramente di vaiolo, a succederle fu il marito, il conte Jacques Goyon de Matignon, che mai si interessò agli affari di Stato e abdicò nel 1733 in favore del loro primo figlio, Onorato III. Furono proprio la principessa e il consorte a inaugurare la linea Grimaldi-Goyon de Matignon, che proseguì fino alla  principessa Carlotta, madre di Ranieri III.

## Biografia

### Infanzia

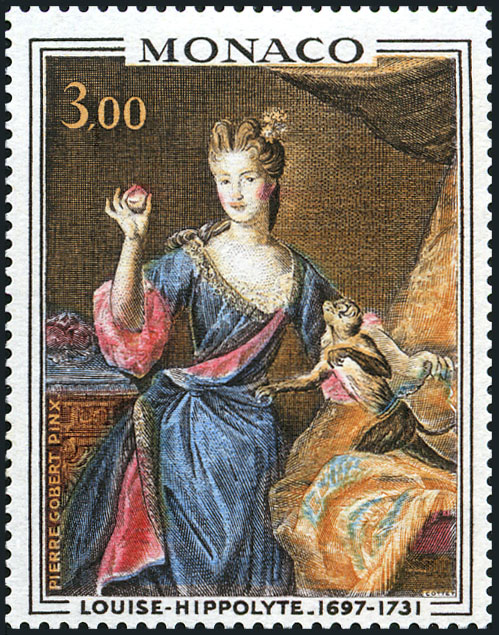
Francobollo monegasco del 2006 con un ritratto di Luisa Ippolita a opera di Pierre Gobert, esposto al Palazzo dei Principi

Nacque il 10 novembre 1697, diventando in seguito la figlia maggiore tra quelle sopravvissute di Antonio I e di Maria di Lorena, con delusione dei genitori che speravano in un figlio maschio dopo la morte della primogenita, Caterina Carlotta.

### Erede al trono

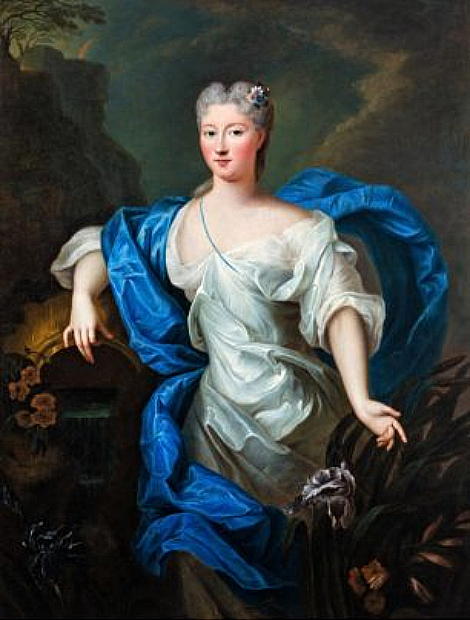
Ritratto di Luisa Ippolita dipinto da Pierre Gobert, Palazzo dei Principi

Dopo di lei altre quattro figlie vennero alla luce e, dal momento che il padre non aveva discendenti maschi legittimi, Luisa Ippolita divenne erede al trono. Per succedere al padre doveva però sposare un membro della sua stessa famiglia o un uomo che avrebbe acconsentito ad adottare il cognome e lo stemma dei Grimaldi.
A stabilire per le donne eredi queste condizioni, che se non rispettate avrebbero trascinato Monaco nel dominio della Francia, fu il testamento di Giovanni I del 1454. Per lei si decise che avrebbe sposato un uomo esterno alla famiglia. Quindi suo padre concluse con il permesso di Luigi XIV di applicare il testamento e che il suo sposo avrebbe assunto il cognome Grimaldi per poter governare con lei sul principato e per dare la possibilità ai figli della coppia di succedere alla madre. In accordo con il re francese fu stabilito anche che avrebbe ereditato e trasmesso i titoli del padre ai suoi discendenti.
Diversi uomini corteggiarono la giovane e la prima proposta di nozze arrivò da un Grimaldi del ramo di Antibes. Lo stesso re Sole, intenzionato ad aumentare l'influenza francese sul confinante principato, sostenne come candidato alle nozze il conte Jacques Goyon de Matignon di Torigni, con cui Luisa Ippolita finì per sposarsi e il cui arrivo a Monaco giovò alle casse dello Stato.

### Matrimonio

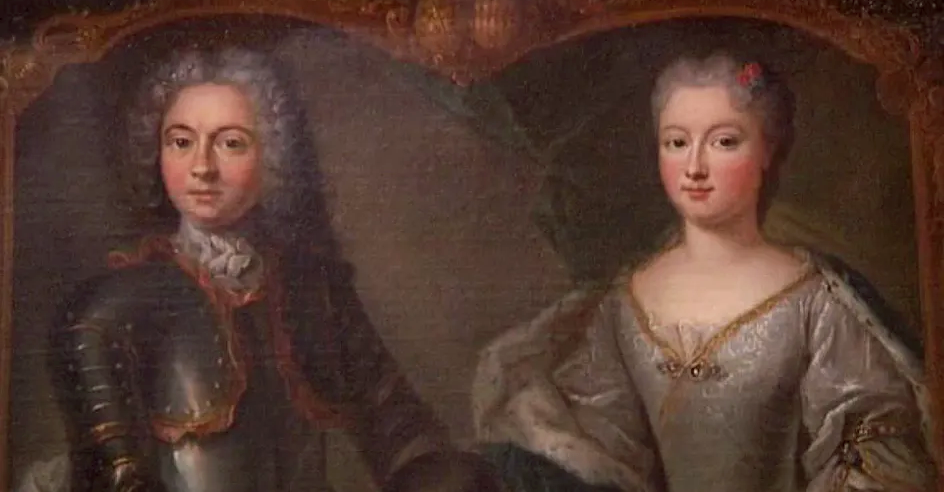
Ritratto di Jacques e Luisa Ippolita

Il 20 ottobre 1715, all'età di 17 anni, Luisa Ippolita sposò Jacques, da cui ebbe nove figli tra il 1717 e il 1728. Già a luglio divenne duchessa di Valentinois, dopo che Luigi XIV concesse tale titolo al marito.
Il loro contratto di matrimonio fu quasi sicuramente il primo atto su cui Luigi XV appose la firma. Venne infatti stipulato il 5 settembre, nello studio reale di Versailles mentre la corte era in lutto per la morte di Luigi il Grande.
Nei primi tempi la famiglia visse tra l'Hôtel Matignon e il castello di Torigni. Il matrimonio, ad ogni modo, non fu felice: il marito preferiva soggiornare a Versailles piuttosto che a Monaco, dove frequentava altre donne. Nonostante l'indifferenza del consorte e le poche possibilità di lasciare Monaco per via del suo ruolo, Luisa Ippolita restò sempre innamorata del marito, come testimoniano le numerose missive che ella gli inviò, oggi conservate negli archivi del Palazzo dei Principi. Come madre si interessò molto all'educazione dei figli.

### Principessa di Monaco

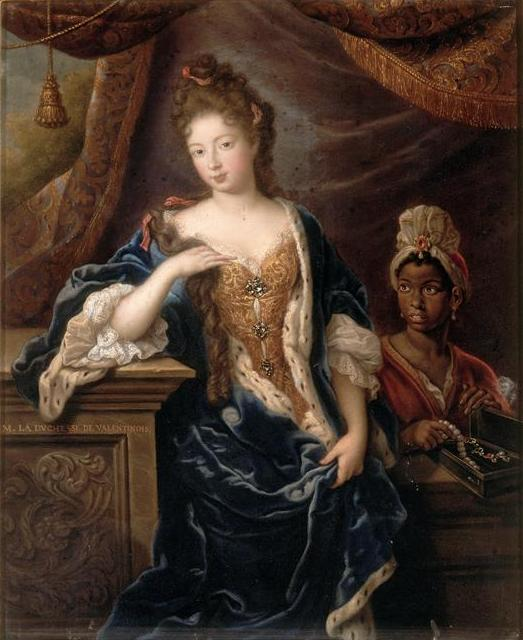
Pierre Gobert, Luisa Ippolita Grimaldi, Duchessa di Valentinois, Reggia di Versailles (1727)

Dopo la morte del padre il 20 gennaio 1731, Luisa Ippolita partì da Parigi per Monaco e il 4 aprile ricevette l'omaggio entusiastico da parte della popolazione del piccolo Stato. Il 26 e il 27 aprile la principessa ricevette a Palazzo i giuramenti dei cittadini di Monaco e Roccabruna. Il 30 aprile furono i sudditi di Mentone a giurarle fedeltà.
Quando il marito, rimasto a Parigi, con il nome di Giacomo I accederà al trono poco tempo dopo, l'accoglienza sarà molto più fredda. Il popolo monegasco, infatti, faticava ad accettare un governo congiunto della coppia e voleva riconoscere solo Luisa Ippolita come sovrana. La trentatreenne monarca, tuttavia, esplicitò sempre l'importanza che attribuiva personalmente al suo coniuge, chiedendo il conio di monete che raffigurassero le effigi di entrambi.
Lei stessa non si mostrò mai entusiasta all'idea di condividere la vita politica con il marito e sospettava spesso delle sue ambizioni in merito. Nonostante ciò preferiva comunque che fosse messa al suo stesso piano, tanto che si mostrò in disaccordo quando le venne detto che "il marito precede sempre la moglie" e affermò "governeremo insieme". Alla stessa maniera il suo sigillo da sovrana, sebbene portasse solamente il suo nome, mostrava due scudi Grimaldi come simbolo di cooperazione. Nel maggio 1731 dovette affrontare il disprezzo degli ex consiglieri del padre, quando Jacques tornò a Monaco. Tre mesi dopo ripartì per Parigi e Luisa Ippolita non lo rivide mai più, ma il suo dispiacere fu solo a livello sentimentale.
Secondo le fonti dell'epoca la principessa fu devota al benessere dei cittadini nella stessa maniera con cui amava i suoi figli, instaurando con i sudditi un rapporto materno. Si impegnò anche per mostrare le proprie capacità amministrative e mettere a tacere la loquace corte di Versailles. Si impegnò in ambito sociale, stradale e commerciale ed emise in totale cinque editti durante il suo regno: il 5 maggio contro il libero porto d'armi, il 20 maggio contro azioni e canti diffamatori, il 1⁰ luglio sullo scarico dei detriti, il 27 luglio sulla manutenzione delle strade e il 18 agosto sul regolamento della macelleria. Ambiziosa nell'affermarsi anche oltre il principato, riservò particolare attenzione nel garantire che i tributi da pagare al re di Sardegna per Mentone e Roccabruna si mantenessero uguali a quelli pagati dal padre.
A novembre un'epidemia di vaiolo colpì il principato e Luisa Ippolita ricevette una lettera dal marito in cui si mostrò risentito per l'inesistente considerazione che i monegaschi avevano di lui. I contatti tra i due furono così rotti ufficialmente e Luisa Ippolita rispose: "Sopporterò [...] e continuerò sempre a chiederti notizie [...] Concludo ribadendoti tutte le assicurazioni del mio attaccamento e della mia tenerezza, che non cambieranno mai".

### Morte

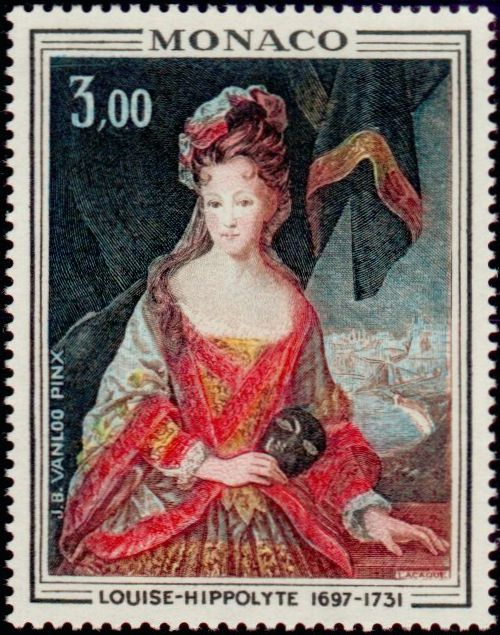
Un francobollo con la principessa

Scontenta del fallimento nuziale e inaspettatamente malata di vaiolo, Luisa Ippolita morì nel Palazzo dei Principi il 29 dicembre 1731 a soli 34 anni, causando tristezza e preoccupazione nella popolazione monegasca. Fu sepolta nella cripta della chiesa di San Nicola, dove oggi sorge la Cattedrale dell'Immacolata Concezione, insieme agli altri sovrani monegaschi.
Suo marito non aveva attitudine per gli affari di Stato e l'ostilità popolare nei suoi confronti continuava a essere un ostacolo. Nominò governatore il 20 maggio 1732 il fratellastro di Luisa Ippolita, Antonio, che si rivelerà un amministratore capace. In seguito lasciò Monaco e abdicò per il tredicenne Onorato l'anno successivo.

## Commemorazione
- Il 25 settembre 2021 il suo nome è stato apposto su una targa sul lungomare di Larvotto,[8] svelata da Alberto II e dalla principessa Carolina.[6]

## Discendenza

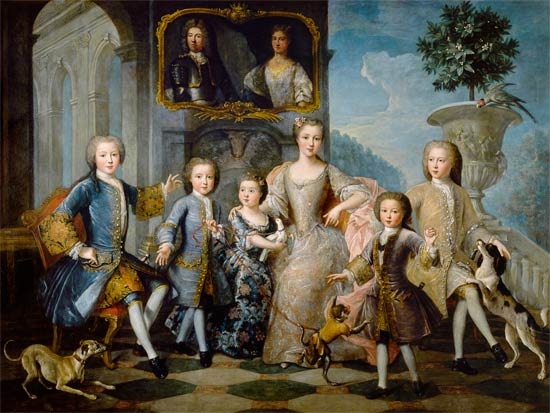
La famiglia della principessa Luisa Ippolita e di Giacomo I

Luisa Ippolita e Jacques Goyon ebbero:
1. Antonio Carlo, Marchese di Baux (16 dicembre 1717 – 24 febbraio 1718);
2. Carlotta Teresa Natalia (1719-1790), divenne monaca;
3. Onorato (1720-1795), Principe di Monaco dal 1733 al 1795;
4. Carlo (1722-1749);
5. Giacomo (1723);
6. Luisa Francesca (15 luglio 1724 – 15 settembre 1729), Mademoiselle des Baux;
7. Francesco (1726-1743);
8. Carlo Maurizio (1727-1798), sposò (10 novembre 1749) Maria Cristina de Rouvroy (1728-1774);
9. Maria Francesca (1728-1743).

## Titoli e trattamento
- 10 novembre 1697 - luglio 1715: Sua Altezza Serenissima, la principessa Luisa Ippolita di Monaco
- luglio 1715 - 26 febbraio 1731: Sua Altezza Serenissima, la principessa Luisa Ippolita di Monaco, duchessa di Valentinois[7]
- 26 febbraio 1731 - 29 dicembre 1731: Sua Altezza Serenissima, la principessa di Monaco, signora di Mentone e Roccabruna, marchesa di Baux, contessa di Carladès, baronessa di Calvinet e di Buis-les-Baronnies, signora di Saint Rémy de Provence[14]

## Ascendenza
|                                    |                                     |                                    | Genitori                         |  |  | Nonni |  |  | Bisnonni        |  |  | Trisnonni            |  |
|                                    |                                     |                                    |                                  |  |  |       |  |  | Ercole Grimaldi |  |  | Onorato II di Monaco |  |
|                                    |                                     |                                    |                                  |  |  |       |  |  | Ercole Grimaldi |  |  | Onorato II di Monaco |  |
|                                    |                                     | Ippolita Trivulzio                 |                                  |  |  |       |  |  | Ercole Grimaldi |  |  |                      |  |
| Luigi I di Monaco                  |                                     |                                    |                                  |  |  |       |  |  | Ercole Grimaldi |  |  |                      |  |
|                                    |                                     | Maria Aurelia Spinola              | Luca Spinola                     |  |  |       |  |  |                 |  |  |                      |  |
|                                    |                                     | Maria Aurelia Spinola              | Luca Spinola                     |  |  |       |  |  |                 |  |  |                      |  |
|                                    |                                     | Maria Aurelia Spinola              | Pellina Spinola                  |  |  |       |  |  |                 |  |  |                      |  |
| Antonio I di Monaco                |                                     | Maria Aurelia Spinola              |                                  |  |  |       |  |  |                 |  |  |                      |  |
|                                    |                                     | Antoine III de Gramont             | Antoine II de Gramont            |  |  |       |  |  |                 |  |  |                      |  |
|                                    |                                     | Antoine III de Gramont             | Antoine II de Gramont            |  |  |       |  |  |                 |  |  |                      |  |
|                                    |                                     | Antoine III de Gramont             | Louise de Roquelaure             |  |  |       |  |  |                 |  |  |                      |  |
| Catherine Charlotte de Gramont     |                                     | Antoine III de Gramont             |                                  |  |  |       |  |  |                 |  |  |                      |  |
|                                    |                                     | Françoise Marguerite du Plessis    | Hector du Plessis                |  |  |       |  |  |                 |  |  |                      |  |
|                                    |                                     | Françoise Marguerite du Plessis    | Hector du Plessis                |  |  |       |  |  |                 |  |  |                      |  |
|                                    |                                     | Françoise Marguerite du Plessis    | Marie Conan                      |  |  |       |  |  |                 |  |  |                      |  |
| Luisa Ippolita di Monaco           |                                     | Françoise Marguerite du Plessis    |                                  |  |  |       |  |  |                 |  |  |                      |  |
|                                    | Enrico di Lorena, Conte di Harcourt | Carlo I d'Elbeuf                   |                                  |  |  |       |  |  |                 |  |  |                      |  |
|                                    | Enrico di Lorena, Conte di Harcourt | Carlo I d'Elbeuf                   |                                  |  |  |       |  |  |                 |  |  |                      |  |
|                                    | Enrico di Lorena, Conte di Harcourt | Marguerite de Chabot               |                                  |  |  |       |  |  |                 |  |  |                      |  |
| Luigi di Lorena, Conte di Harcourt | Enrico di Lorena, Conte di Harcourt |                                    |                                  |  |  |       |  |  |                 |  |  |                      |  |
|                                    |                                     | Marguerite Philippe du Cambout     | Charles du Cambout               |  |  |       |  |  |                 |  |  |                      |  |
|                                    |                                     | Marguerite Philippe du Cambout     | Charles du Cambout               |  |  |       |  |  |                 |  |  |                      |  |
|                                    |                                     | Marguerite Philippe du Cambout     | Philippine de Beurges            |  |  |       |  |  |                 |  |  |                      |  |
| Maria di Lorena                    |                                     | Marguerite Philippe du Cambout     |                                  |  |  |       |  |  |                 |  |  |                      |  |
|                                    |                                     | Nicolas de Neufville               | Charles de Neufville             |  |  |       |  |  |                 |  |  |                      |  |
|                                    |                                     | Nicolas de Neufville               | Charles de Neufville             |  |  |       |  |  |                 |  |  |                      |  |
|                                    |                                     | Nicolas de Neufville               | Catherine de Neufville           |  |  |       |  |  |                 |  |  |                      |  |
| Catherine de Neufville             |                                     | Nicolas de Neufville               |                                  |  |  |       |  |  |                 |  |  |                      |  |
|                                    |                                     | Madeleine de Blanchefort de Créquy | Charles de Blanchefort de Créquy |  |  |       |  |  |                 |  |  |                      |  |
|                                    |                                     | Madeleine de Blanchefort de Créquy | Charles de Blanchefort de Créquy |  |  |       |  |  |                 |  |  |                      |  |
|                                    |                                     | Madeleine de Blanchefort de Créquy | Madeleine de Bonne               |  |  |       |  |  |                 |  |  |                      |  |
|                                    |                                     | Madeleine de Blanchefort de Créquy |                                  |  |  |       |  |  |                 |  |  |                      |  |